# مارتین کامپانیا
مارتین کامپانیا (انگلیسی: Martín Campaña؛ زادهٔ ۲۹ مهٔ ۱۹۸۹) بازیکن فوتبال اهل اروگوئه است.
از باشگاه‌هایی که در آن بازی کرده‌است می‌توان به باشگاه ورزشی پرسپولیس ایران و باشگاه اتلتیکو ایندپندینته اشاره کرد.
وی همچنین در تیم‌ ملی فوتبال اروگوئه بازی کرده‌است.